# Rogelio Farías
Rogelio Farías (Santiago, 13 de agosto de 1949 - Santiago, 7 de abril de 1995) foi um ex-futebolista chileno. Ele competiu na Copa do Mundo FIFA de 1974, sediada na Alemanha.